# Kembé (underprefektur)
Kembe är en subprefektur i Centralafrikanska republiken.   Den ligger i prefekturen Basse-Kotto, i den södra delen av landet, 300 km öster om huvudstaden Bangui.
I omgivningarna runt Kembe växer huvudsakligen savannskog. Runt Kembe är det glesbefolkat, med 16 invånare per kvadratkilometer.